# Быково (Кайдаковское сельское поселение)
Быково — деревня в Вяземском районе Смоленской области России. Входит в состав Кайдаковского сельского поселения. Население — 60 жителей (2007). 
Расположена в восточной части области в 4 км к югу от Вязьмы, в 0,5 км восточнее автодороги Р132 Вязьма — Калуга — Тула — Рязань, на берегу реки Мощенка. В 5 км восточнее деревни расположена железнодорожная станция Колозовка на линии Вязьма — Занозная. 

## История
В годы Великой Отечественной войны деревня была оккупирована гитлеровскими войсками в октябре 1941 года, освобождена в марте 1943 года. 